# Großeichsener See
Der Großeichsener See oder Groß Eichsener See ist ein See auf dem Gemeindegebiet von Mühlen Eichsen im Landkreis Nordwestmecklenburg in Mecklenburg-Vorpommern.
Das etwa 16 Hektar große Gewässer wird von Süd nach Nord von der Stepenitz durchflossen. Ein weiterer, in seinem Verlauf teils verrohrter Graben mündet am Nordwestufer ein. Der See hat eine wenig gegliederte, längliche Form. Die maximalen Ausdehnungen betragen etwa 815 mal 240 Meter, der Umfang misst 1,9 Kilometer. Die Höhe des Wasserspiegels liegt 43 m ü. NHN. Das Gewässer ist vollständig von einem Baumgürtel umgeben. Die durchschnittliche Tiefe liegt bei zwei Metern. Durch die hohe Trophiestufe kommt es zu vermehrter Algenbildung.
Der namensgebende Ort Groß Eichsen liegt südwestlich. Die Johanniter-Kirche des Ortes befindet sich in direkter Ufernähe. Am Südostufer verläuft die Grenze zur Gemeinde Dalberg-Wendelstorf. Deren Ortsteil Seefeld ist 600 Meter vom See entfernt.